# チェッレート・サンニータ
チェッレート・サンニータ（イタリア語: Cerreto Sannita）は、イタリア共和国カンパニア州ベネヴェント県にある、人口約3,900人の基礎自治体（コムーネ）。

## 地理

### 位置・広がり
ベネヴェント県のコムーネ。県都ベネヴェントから北西へ25kmの距離にある。

#### 隣接コムーネ
隣接するコムーネは以下の通り。
- クザーノ・ムトリ
- グアルディア・サンフラモンディ
- モルコーネ
- ピエトラローヤ
- ポンテランドルフォ
- サン・ロレンツェッロ
- サン・ルーポ

## 行政

### 分離集落
以下の分離集落（フラツィオーネ）がある。
- Le sedici contrade rurali sono ordinate in cinque consigli di contrada, elencati nell'art. 48 dello statuto comunale

## 文化・観光
「スローシティ」加盟都市である。